# Потајница (извор)
Потајница је периодични, интермитентни извор. Из једне потајнице вода извире одређени временски период, након чега настаје прекид, који се мери минутима или сатима, после чега вода поново почиње да извире. У неким случајевима се извирање воде не прекида, али се значајно смањује количина воде која периодично истиче. Снажна истицања воде замењују периоди слабог цурења.

## Механизам рада потајнице
Функционисање потајнице засновано је на принципу криве натеге. Наиме, у карбонатној стенској маси постоји каверна која има доводни и одводни крашки канал, при чему доводни канал има мањи пречник од одводног канала. Одводни канал је коленасто савијен, а његов прелом се налази у висини горњег дела каверне. После овог прелома, одводни канал излази на површину терена.
Вода дотиче у каверну кроз доводни канал и лагано је испуњава, а за то време нема истицања воде кроз одводни канал. Каверна се пуни водом све до нивоа тачке прелома одводног канала, а када се овај ниво достигне, вода почиње да истиче на површину терена и потајница функционише као извор.
С обзиром на то да је одводни канал шири од доводног, вода се већом брзином излива на површину, него што се врши пуњење каверне, па се каверна постепено празни. Истицање воде и испод тачке прелома омогућава потпритисак, формиран у изломњеном одводном каналу, који делује као крива натега. Истицање воде траје све док потпритисак може да савлада разлику у нивоима преломне тачке и воде у каверни. У једном тренутку извлачење воде престаје, односно потајница пресушује. Након тога почиње ново пуњење каверне и функционисање потајнице се циклично понавља.